# Süßer Trost, mein Jesus kömmt
Süßer Trost, mein Jesus kömmt (BWV 151) ist eine Kirchenkantate von Johann Sebastian Bach. Er komponierte das Werk in Leipzig für den Dritten Weihnachtsfeiertag (27. Dezember) und führte es erstmals am 27. Dezember 1725 auf.

## Geschichte
Bach komponierte diese Solokantate Ende 1725 in Leipzig in seinem dritten Jahr als Thomaskantor als Teil seines dritten Kantatenzyklus. Er schrieb es für den Gottesdienst am Heiliger-Johannes-Tag (Dritter Weihnachtstag, 27. Dezember). Der Thomanerchor wurde nur für den Schlusssatz eingesetzt, wie auch bei anderen Bach-Werken für einen dritten Festtag.
Die vorgeschriebenen Schriftlesungen für den Festtag stammten aus dem Brief an die Hebräer (Hebräer 1, 1–14 ) und dem Prolog des Evangeliums nach Johannes, auch „Hymne an das Wort“ genannt (Johannes 1, 1–14 ). Bach wählte einen Text von Georg Christian Lehms, der sich vom Brief an die Hebräer inspiriert gelassen hatte. Der letzte Satz ist eine Vertonung der letzten Strophe des Kirchenliedes Lobt Gott, ihr Christen alle gleich, einem Weihnachtslied von Nikolaus Herman aus dem Jahr 1560.
Bach führte die Kantate erstmals am 27. Dezember 1725 auf, sie wurde zwischen 1728 und 1731 erneut aufgeführt. Die Partitur und die Stimmen des Autographs befinden sich in den Kunstsammlungen der Veste Coburg, Coburg (Bayern).

## Besetzung und Aufbau
Das Werk ist für vier Solisten (Sopran, Alt, Tenor und Bass) und einen vierstimmigen Chor (SATB) geschrieben und mit einer Flöte, einer Oboe d’amore, zwei Violinen, einer Bratsche und dem Generalbass besetzt.
Die Kantate hat fünf Sätze:
1. Arie (Sopran): Süßer Trost, mein Jesus kömmt
2. Rezitativ (Bass): Erfreue dich, mein Herz
3. Arie (Alt): In Jesu Demut kann ich Trost
4. Rezitativ (Tenor): Du teurer Gottessohn
5. Choral: Heut schleußt er wieder auf die Tür.

## Musik
Aufgrund seiner intimen Besetzung und des Fehlens eines groß angelegten Eröffnungschors wird das Werk als eine „kostbare Miniatur“ und als „die persönlichste von Bachs Weihnachtskantaten“ beschrieben.
Die Eröffnungsarie beginnt im 12/8-Takt mit einem wie ein Wiegenlied anmutenden Molto-Adagio. Diese Bewegung „beherrscht und erstrahlt im ganzen Werk“ mit ihrer „schillernden Transparenzstimmung“. Es ist in G-Dur geschrieben und wird von einer obligaten Flöte und Streichinstrumenten begleitet, deren Klang von der Oboe d’amore erweitert wird. Die Musik der Flöte ist stark verziert, fast wie eine Arabeske, und erweitert die melodischen Bögen der Sopranistin. Die Da-Capo-Arie enthält einen scharf kontrastierenden Mittelteil, „einen ekstatischen alla breve-Tanz der Freude, teils Gavotte, teils Gigue“, der auf einem Motiv von „agilen Triplettketten“ aufgebaut ist, die eine „melodische Melodie“ bilden. Der Eröffnungsabschnitt wiederholt sich dann, um den Satz abzuschließen. John Eliot Gardiner meint, dass dieser Satz „Musikvorklänge sowohl von Gluck als auch von Brahms“ und „etwas authentisches Levantinisches oder sogar Baskisches“ enthält. Craig Smith merkt an, dass dies „dem süddeutschen Rokoko am nächsten kommt“. Man könne beim Hören fast die Putten und goldenen Sonnenstrahlen der Kirchen aus dieser Zeit in Bayern und Österreich sehen.
Der zweite Satz ist ein Secco-Rezitativ im Bass. Es bietet einen doppelten Übergang, sowohl harmonisch – von einer Dur-Tonart zu einer Moll-Tonart, um den dritten Satz vorzubereiten – als auch thematisch – „Fortschreiten (oder Rückschreiten) vom Stand der Feier zur Anerkennung der Demut des Standes Christi“.
Die Da-capo-Alt-Arie wird von Unisono-Oboe d’amores und Streichinstrumenten begleitet. Es erweitert den im zweiten Satz festgelegten Nebenmodus und das Thema der Entbehrung. Der Satz betont, dass die Septime (das Intervall mit sieben Tonstufen) und die Technik der Umkehrung, um die Bedeutung des Textes zu unterstützen. Es beginnt mit einer chromatischen Saitenlinie, die von einer Solovioline angeführt wird. Wenn die Gesangslinie beginnt, wird sie „untrennbar, sogar obsessiv, mit dem Sänger verflochten“.
Das Tenor-Rezitativ kehrt die Bewegung des Basses um, moduliert von der Moll-Tonart zu der Dur-Tonart und verändert die Betonung des Textes von Demut zu Feierlichkeit. Es ist ein Secco-Rezitativ, kurz und einfach in seiner Melodie.
Der letzte Satz ist eine vierteilige Vertonung der achten und damit letzten Strophe von Lobt Gott, ihr Christen alle gleich einem Choral von  Nikolaus Herman.

## Aufnahmen
- Amsterdam Baroque Orchestra & Choir, Ton Koopman. J. S. Bach: Complete Cantatas Vol. 18. Antoine Marchand, 2002
- Bach Collegium Japan, Masaaki Suzuki. J. S. Bach: Cantatas Vol. 43. BIS, 2008
- Choir and Orchestra „Pro Arte“ Munich / Kurt Redel. J. S. Bach: Cantatas Nos. 157 · 55 · 151. Erato, 1956
- Frankfurter Kantorei / Bach-Collegium Stuttgart, Helmuth Rilling. Die Bach Kantate. Hänssler Verlag, 1971
- Holland Boys Choir / Netherlands Bach Collegium, Pieter Jan Leusink. Bach Edition Vol. 12 – Cantatas Vol. 6. Brilliant Classics, 1999
- Monteverdi Choir / English Baroque Soloists, John Eliot Gardiner. Bach Cantatas Vol. 15: New York. Soli Deo Gloria, 2000.